# Marlène Zarader
Pour les articles homonymes, voir Zarader.
Marlène Zarader, née le 29 décembre 1949 à Alger et morte le 6 juin 2025 à Montpellier, est une philosophe française, professeure émérite à l'université Paul-Valéry-Montpellier.

## Biographie
Elle naît en Algérie, puis vit à Paris, à partir de 1961. Elle retourne à Alger, à 18 ans, comme institutrice durant une année, puis elle réussit l'agrégation de philosophie, discipline qu'elle enseigne d'abord au lycée, puis à l’université Paul Valéry de Montpellier où elle obtient un poste en 1983. Spécialiste de la phénoménologie et de l'herméneutique allemandes, elle propose des enseignements sur Hegel, Heidegger auquel elle a consacré en 1983 sa thèse de doctorat intitulée Heidegger et les paroles de l’origine, Gadamer et Sartre, et plus récemment s'est intéressée à la littérature et au cinéma. Marlène Zarader a activement participé à faire connaître la pensée phénoménologique à travers diverses publications et conférences.
Elle a été membre honoraire de l'Institut universitaire de France (2007-2012).
En 2018, elle est élue membre de l'Académie des sciences et lettres de Montpellier, dont elle démissionne l'année suivante.

## Œuvre
Dans Cet obscur objet du vouloir, son dernier ouvrage, paru en 2019, Marlène Zarader avance l'idée d'une structure « agonistique » de l'existence et retrace un « parcours » de réflexion qui s'ouvre avec L'Être et le neutre, se prolonge dans Lequel suis-je ? et trouve son aboutissement dans ce livre :
« Le premier livre avait donc identifié une certaine tentation (celle du non-être), sans la resituer dans l'existence. Le second avait entraperçu la structure d'existence qui pouvait en rendre compte, sans l'explorer plus avant ni l'interroger sur ses fondements. Ainsi s'imposait la nécessité d'un dernier livre, qui achèverait ce que les deux autres – et surtout le second – n'avaient fait qu'esquisser. »
Elle poursuit :
« On peut s'étonner, naturellement, de ce que des interrogations si différentes, portant sur des thématiques distinctes, aient pu conduire à la même conclusion. Mais est-ce vraiment si surprenant ? Si, de fait, l'existence est le lieu d'un combat entre deux inclinations contraires, l'une qui nous porte vers l'être, l'autre qui nous en détourne et aspire au non-être – on peut s'attendre à ce que celui-ci se retrouve dans les différentes modalités de l'être-au-monde et les marque de son empreinte, de sorte qu'en retour elles ne peuvent vraiment s'éclairer que par lui. »
Puis, elle conclut :
« Tel est le cheminement d'ensemble dont ce livre constitue la toute dernière étape. Peut-on, cette fois, considérer le parcours comme achevé ? Ce serait bien présomptueux. Sans doute rien n'est-il jamais vraiment achevé ni résolu, particulièrement sur le terrain de la pensée. Mais je m'estimerais satisfaite si j'avais pu éclairer, fût-ce partiellement, l'obscur objet du vouloir que la philosophie a durablement ignoré. »

## Publications
- Heidegger et les paroles de l'origine, Paris, Vrin, 1986, réédition 2013  (ISBN 978-2711608997).
- La dette impensée. Heidegger et l'héritage hébraïque, Paris, Le Seuil, 1990, réédition Vrin 2013. Traduit en anglais par Bettina Bergo (Stanford University Press, 2006).
- L'Être et le neutre. À partir de Maurice Blanchot, Lagrasse, Verdier, 2001  (ISBN 978-2864323310).
- La patience de Némésis, préface d'Yves Bonnefoy, Chatou, Les Éditions de la Transparence, 2009.
- Lire Être et temps de Heidegger, Paris, Vrin, 2012, réédition 2020.
- Lequel suis-je? Variations sur l'identité, Paris, Les Belles Lettres, "Encre marine", 2015.
- Lire Vérité et méthode de Gadamer, Paris, Vrin, 2016.
- Cet obscur objet du vouloir, Lagrasse, Verdier, 2019.